# 大石綱豊
大石 綱豊（おおいし つなとよ）は、江戸時代後期の出羽国米沢藩藩士。家格侍組。石高は初め200石、最終的に1000石。莅戸政以の後を受けて上杉斉定の奉行（他藩の国家老に相当）となり、上杉治憲や竹俣当綱、莅戸善政らの改革政策を承継し、その推進に尽力する。また、心地流兵法の免許を受ける。

## 経歴
天明6年（1786年）に父尚綱が隠居したのを受けて家督相続し、翌7年（1787年）には奥取次となる。天明8年（1788年）には藩主上杉治広の小姓頭となり、藩校興譲館御用掛を兼務。享和3年（1803年）6月に中老に任じられて、500石となり、この頃までには心地流兵法の免許を持っていたので武芸所頭取を兼務。文化10年（1813年）には700石となり、同13年（1816年）には奉行で、改革政治を推進していた莅戸政以の死去を受けて奉行に就任し、郷村頭取、国産御用掛、武芸所頭取などを兼務。1000石に加増され、新たに藩主となった斉定のもとで、藩政を担った。
文政6年（1823年）に米沢藩の借財返済が完了し、功績により斉定より短刀を拝領される。文政12年（1829年）5月に隠居し、養子で森長延（六郎左衛門）の子の徳綱に家督を譲り間もなく死去する。

## 父・大石尚綱
大石尚綱は通称を源右衛門、左膳。諱は尚綱。号は遊圃。糠野目役屋将や郷村頭取次役などを務める。自宅に黄蓮などの薬草を栽培し、その代金で糠野目に備籾蔵を建設しようと尽力した。
安永8年（1779年）6月16日に小姓頭に就任し、天明6年（1786年）4月26日に致仕・隠居。